# Зефіргіллс-Вест (Флорида)
Зефіргіллс-Вест (англ. Zephyrhills West) — переписна місцевість (CDP) в США, в окрузі Паско штату Флорида. Населення — 5533 особи (2020).

## Географія
Зефіргіллс-Вест розташований за координатами 28°13′52″ пн. ш. 82°12′18″ зх. д. / 28.23111° пн. ш. 82.20500° зх. д. (28.231150, -82.205007).  За даними Бюро перепису населення США в 2010 році переписна місцевість мала площу 6,95 км², уся площа — суходіл.

## Демографія
Згідно з переписом 2010 року, у переписній місцевості мешкало 5865 осіб у 3068 домогосподарствах у складі 1852 родин. Густота населення становила 844 особи/км².  Було 4571 помешкання (658/км²).
Расовий склад населення:
| - 96,8 % — білих - 0,9 % — чорних або афроамериканців - 0,5 % — азіатів - 0,3 % — корінних американців - 0,1 % — вихідців з тихоокеанських островів |

До двох чи більше рас належало 0,9 %. Частка іспаномовних становила 3,6 % від усіх жителів.
За віковим діапазоном населення розподілялося таким чином: 8,4 % — особи молодші 18 років, 36,3 % — особи у віці 18—64 років, 55,3 % — особи у віці 65 років та старші. Медіана віку мешканця становила 67,2 року. На 100 осіб жіночої статі у переписній місцевості припадало 89,5 чоловіків;  на 100 жінок у віці від 18 років та старших — 88,5 чоловіків також старших 18 років.
Середній дохід на одне домашнє господарство  становив 41 440 доларів США (медіана — 35 394), а середній дохід на одну сім'ю — 47 947 доларів (медіана — 38 386). Медіана доходів становила 31 905 доларів для чоловіків та 26 141 долар для жінок. За межею бідності перебувало 13,0 % осіб, у тому числі 23,4 % дітей у віці до 18 років та 6,4 % осіб у віці 65 років та старших.
Цивільне працевлаштоване населення становило 759 осіб. Основні галузі зайнятості: освіта, охорона здоров'я та соціальна допомога — 25,8 %, роздрібна торгівля — 13,2 %, мистецтво, розваги та відпочинок — 13,0 %.